# Grand Prix Evropy 1999
Grand Prix Evropy (XLIII Warsteiner Grand Prix d'Europe) byla 14. závodem sezóny 1999, který se konal 26. září 1999 na okruhu Nürburgring.

## Výsledky
- 26. září 1999
- Okruh Nürburgring
- 66 kol x 4,556 km = 300,696 km
- 644. Grand Prix
- 3. vítězství Johnny Herberta
- 1. vítězství pro Stewart
- 182. vítězství pro Velkou Británii
- 5. vítězství pro vůz se startovním číslem 17

| Pozice | Jezdec                | Vůz            | Čas             |
| ------ | --------------------- | -------------- | --------------- |
| 1      | Johnny Herbert        | Stewart SF3    | 1:41'54.314     |
| 2      | Jarno Trulli          | Prost AP02     | á 0:22,619      |
| 3      | Rubens Barrichello    | Stewart SF3    | á 0:22,866      |
| 4      | Ralf Schumacher       | Williams FW21  | á 0:39,508      |
| 5      | Mika Häkkinen         | McLaren MP4/14 | á 1:02,950      |
| 6      | Marc Gené             | Minardi M01    | á 1:05,154      |
| 7      | Eddie Irvine          | Ferrari F399   | á 1:06,683      |
| 8      | Ricardo Zonta         | BAR 001        | á 1 kolo        |
| 9      | Olivier Panis         | Prost AP02     | á 1 kolo        |
| 10     | Jacques Villeneuve    | BAR 001        | á 5 kol /spojka |
| Kolo   | Odstoupili            | -              | Příčina         |
| 53     | Luca Badoer           | Minardi M01    | Převodovka      |
| 52     | Pedro de la Rosa      | Arrows FA20    | Převodovka      |
| 48     | Giancarlo Fisichella  | Benetton B199  | Mimo trať       |
| 44     | Mika Salo             | Ferrari F399   | Brzdy           |
| 42     | Toranosuke Takagi     | Arrows FA20    | Mimo trať       |
| 37     | David Coulthard       | McLaren MP4/14 | Mimo trať       |
| 35     | Jean Alesi            | Sauber C18     | Hnací poloosa   |
| 32     | Heinz-Harald Frentzen | Jordan 199     | Elektronika     |
| 10     | Alessandro Zanardi    | Williams FW21  | Kolize          |
| 0      | Damon Hill            | Jordan 199     | Elektronika     |
| 0      | Alexander Wurz        | Benetton B199  | Kolize          |
| 0      | Pedro Diniz           | Sauber C18     | Kolize          |

### Nejrychlejší kolo
- Mika Häkkinen McLaren 1'21282
- 13. nejrychlejší kolo pro Miku Häkkinena
- 89. nejrychlejší kolo pro McLaren
- 16. nejrychlejší kolo pro Finsko
- 74. nejrychlejší kolo pro vůz se startovním číslem 1

### Vedení v závodě
| Kola           | km         | Jezdec                | %   |
| 1. – 32. kolo  | 145.792 km | Heinz-Harald Frentzen | 48% |
| 33. – 37. kolo | 22.78 km   | David Coulthard       | 8%  |
| 38. – 44. kolo | 31.892 km  | Ralf Schumacher       | 10% |
| 45.- 48. kolo  | 18.224 km  | Giancarlo Fisichella  | 6%  |
| 49. kolo       | 4.556 km   | Ralf Schumacher       | 2%  |
| 50.- 66. kolo  | 77.452 km  | Johnny Herbert        | 26% |
| -------------- | ---------- | --------------------- | --- |

| Frentzen | C | R.S | F | R.S | Herbert |
| -------- | - | --- | - | --- | ------- |

### Postavení na startu
Heinz-Harald Frentzen - Jordan - 1'19.910
- 2. Pole position Heinz-Haralda Frentzena
- 2. Pole position pro Jordan
- 24. Pole position pro Německo
- 24. Pole position pro vůz se startovním číslem 8

| 1                                     | 2                                      |
| Heinz-Harald Frentzen Jordan 1'19.910 | David Coulthard McLaren 1'20.176       |
| 3                                     | 4                                      |
| Mika Häkkinen McLaren 1'20.376        | Ralf Schumacher Williams 1'20.444      |
| 5                                     | 6                                      |
| Olivier Panis Prost 1'20.638          | Giancarlo Fisichella Benetton 1'20.781 |
| 7                                     | 8                                      |
| Damon Hill Jordan 1'20.818            | Jacques Villeneuve BAR 1'20.825        |
| 9                                     | 10                                     |
| Eddie Irvine Ferrari 1'20.842         | Jarno Trulli Prost 1'20.965            |
| 11                                    | 12                                     |
| Alexander Wurz Benetton 1'21.144      | Mika Salo Ferrari 1'21.314             |
| 13                                    | 14                                     |
| Pedro Diniz Sauber 1'21.345           | Johnny Herbert Stewart 1'21.379        |
| 15                                    | 16                                     |
| Rubens Barrichello Stewart 1'21.490   | Jean Alesi Sauber 1'21.634             |
| 17                                    | 18                                     |
| Ricardo Zonta BAR 1'22.267            | Alessandro Zanardi Williams 1'22.284   |
| 19                                    | 20                                     |
| Luca Badoer Minardi 1'22.631          | Marc Gené Minardi 1'22.760             |
| 21                                    | 22                                     |
| Toranosuke Takagi Arrows 1'23.401     | Pedro de la Rosa Arrows 1'23.698       |
| ------------------------------------- | -------------------------------------- |

### Kvalifikace
| *  | Warm-Up                                | *  | I. Sekce                               | *  | II. Sekce                              | *  | Kvalifikace                            |
| -- | -------------------------------------- | -- | -------------------------------------- | -- | -------------------------------------- | -- | -------------------------------------- |
| 1  | Giancarlo Fisichella Benetton 1'26.935 | 1  | Mika Häkkinen McLaren 1'20.758         | 1  | Mika Häkkinen McLaren 1'18.945         | 1  | Heinz-Harald Frentzen Jordan 1'19.910  |
| 2  | David Coulthard McLaren 1'27.305       | 2  | Mika Salo Ferrari 1'20.920             | 2  | Ralf Schumacher Williams 1'19.401      | 2  | David Coulthard McLaren 1'20.176       |
| 3  | Heinz-Harald Frentzen Jordan 1'27.604  | 3  | Olivier Panis Prost 1'21.134           | 3  | Eddie Irvine Ferrari 1'19.666          | 3  | Mika Häkkinen McLaren 1'20.376         |
| 4  | Ralf Schumacher Williams 1'27.986      | 4  | Eddie Irvine Ferrari 1'21.338          | 4  | David Coulthard McLaren 1'19.667       | 4  | Ralf Schumacher Williams 1'20.444      |
| 5  | Olivier Panis Prost 1'28.168           | 5  | Ralf Schumacher Williams 1'21.385      | 5  | Rubens Barrichello Stewart 1'19.812    | 5  | Olivier Panis Prost 1'20.638           |
| 6  | Mika Häkkinen McLaren 1'28.297         | 6  | David Coulthard McLaren 1'21.461       | 6  | Damon Hill Jordan 1'19.919             | 6  | Giancarlo Fisichella Benetton 1'20.781 |
| 7  | Alexander Wurz Benetton 1'28.317       | 7  | Rubens Barrichello Stewart 1'21.505    | 7  | Jacques Villeneuve BAR 1'19.979        | 7  | Damon Hill Jordan 1'20.818             |
| 8  | Mika Salo Ferrari 1'28.558             | 8  | Giancarlo Fisichella Benetton 1'21.636 | 8  | Giancarlo Fisichella Benetton 1'20.012 | 8  | Jacques Villeneuve BAR 1'20.825        |
| 9  | Jarno Trulli Prost 1'28.640            | 9  | Jarno Trulli Prost 1'21.750            | 9  | Alessandro Zanardi Williams 1'20.109   | 9  | Eddie Irvine Ferrari 1'20.842          |
| 10 | Eddie Irvine Ferrari 1'28.728          | 10 | Jacques Villeneuve BAR 1'21.850        | 10 | Jean Alesi Sauber 1'20.123             | 10 | Jarno Trulli Prost 1'20.965            |
| 11 | Pedro Diniz Sauber 1'28.760            | 11 | Jean Alesi Sauber 1'21.884             | 11 | Alexander Wurz Benetton 1'20.151       | 11 | Alexander Wurz Benetton 1'21.144       |
| 12 | Rubens Barrichello Stewart 1'28.941    | 12 | Heinz-Harald Frentzen Jordan 1'21.933  | 12 | Pedro Diniz Sauber 1'20.211            | 12 | Mika Salo Ferrari 1'21.314             |
| 13 | Jacques Villeneuve BAR 1'28.969        | 13 | Johnny Herbert Stewart 1'21.982        | 13 | Olivier Panis Prost 1'20.313           | 13 | Pedro Diniz Sauber 1'21.345            |
| 14 | Jean Alesi Sauber 1'29.021             | 14 | Damon Hill Jordan 1'22.207             | 14 | Mika Salo Ferrari 1'20.385             | 14 | Johnny Herbert Stewart 1'21.379        |
| 15 | Ricardo Zonta BAR 1'29.376             | 15 | Luca Badoer Minardi 1'22.311           | 15 | Jarno Trulli Prost 1'20.389            | 15 | Rubens Barrichello Stewart 1'21.490    |
| 16 | Alessandro Zanardi Williams 1'29.425   | 16 | Alessandro Zanardi Williams 1'22.321   | 16 | Johnny Herbert Stewart 1'20.410        | 16 | Jean Alesi Sauber 1'21.634             |
| 17 | Marc Gené Minardi 1'29.643             | 17 | Alexander Wurz Benetton 1'22.427       | 17 | Heinz-Harald Frentzen Jordan 1'20.643  | 17 | Ricardo Zonta BAR 1'22.267             |
| 18 | Johnny Herbert Stewart 1'29.703        | 18 | Pedro Diniz Sauber 1'22.462            | 18 | Luca Badoer Minardi 1'21.163           | 18 | Alessandro Zanardi Williams 1'22.284   |
| 19 | Pedro de la Rosa Arrows 1'30.291       | 19 | Pedro de la Rosa Arrows 1'22.853       | 19 | Ricardo Zonta BAR 1'21.224             | 19 | Luca Badoer Minardi 1'22.631           |
| 20 | Luca Badoer Minardi 1'30.611           | 20 | Marc Gené Minardi 1'22.872             | 20 | Marc Gené Minardi 1'21.811             | 20 | Marc Gené Minardi 1'22.760             |
| 21 | Damon Hill Jordan 1'30.626             | 21 | Ricardo Zonta BAR 1'23.604             | 21 | Toranosuke Takagi Arrows 1'22.026      | 21 | Toranosuke Takagi Arrows 1'23.401      |
| 22 | Toranosuke Takagi Arrows 1'30.852      | 22 | Toranosuke Takagi Arrows 1'24.282      | 22 | Pedro de la Rosa Arrows 1'22.191       | 22 | Pedro de la Rosa Arrows 1'23.698       |

### Zajímavosti
- 1 pole positions pro Motor Mugen Honda

| Pole position         | Vítězství          | Nejrychlejší kolo |
| Německo               | Spojené království | Finsko            |
| Heinz-Harald Frentzen | Johnny Herbert     | Mika Häkkinen     |
| Jordan 199            | Stewart SF3        | McLaren MP4/14    |
| 1'19.910              | 1:41'54.314        | 1'21.282          |
| 177,044 km/h          | 205,251 km/h       | 201,786 km/h      |
| --------------------- | ------------------ | ----------------- |

### Stav MS
- GP - body získané v této Grand Prix

| *  | Jezdec                | Body | GP | *  | Vůz      | Body | GP | * | Stát           | Body | GP |
| -- | --------------------- | ---- | -- | -- | -------- | ---- | -- | - | -------------- | ---- | -- |
| 1  | Mika Häkkinen         | 62   | 2  | 1  | McLaren  | 110  | 2  | 1 | Velká Británie | 127  | 10 |
| 2  | Eddie Irvine          | 60   | -  | 2  | Ferrari  | 102  | -  | 2 | Německo        | 115  | 3  |
| 3  | Heinz-Harald Frentzen | 50   | -  | 3  | Jordan   | 57   | -  | 3 | Finsko         | 72   | 2  |
| 4  | David Coulthard       | 48   | -  | 4  | Williams | 33   | 3  | 4 | Brazílie       | 22   | 4  |
| 5  | Ralf Schumacher       | 33   | 3  | 5  | Stewart  | 31   | 14 | 5 | Itálie         | 20   | 6  |
| 6  | Michael Schumacher    | 32   | -  | 6  | Benetton | 16   | -  | 6 | Rakousko       | 3    | -  |
| 7  | Rubens Barrichello    | 19   | 4  | 7  | Prost    | 9    | 6  | 7 | Francie        | 3    | -  |
| 8  | Giancarlo Fisichella  | 13   | -  | 8  | Sauber   | 4    | -  | 8 | Španělsko      | 2    | 1  |
| 9  | Johnny Herbert        | 12   | 10 | 9  | Arrows   | 1    | -  |   |                |      |    |
| 10 | Mika Salo             | 10   | -  | 10 | Minardi  | 1    | 1  |   |                |      |    |
| 11 | Jarno Trulli          | 7    | 6  |    |          |      |    |   |                |      |    |
| 12 | Damon Hill            | 7    | -  |    |          |      |    |   |                |      |    |
| 13 | Alexander Wurz        | 3    | -  |    |          |      |    |   |                |      |    |
| 14 | Pedro Diniz           | 3    | -  |    |          |      |    |   |                |      |    |
| 15 | Olivier Panis         | 2    | -  |    |          |      |    |   |                |      |    |
| 16 | Pedro de la Rosa      | 1    | -  |    |          |      |    |   |                |      |    |
| 17 | Marc Gené             | 1    | 1  |    |          |      |    |   |                |      |    |
| 18 | Jean Alesi            | 1    | -  |    |          |      |    |   |                |      |    |